# Buxus obovata
Buxus obovata är en buxbomsväxtart som beskrevs av Ignatz Urban. Buxus obovata ingår i släktet buxbomar, och familjen buxbomsväxter. Inga underarter finns listade i Catalogue of Life.